# Threema
Threema — це платна програма для обміну миттєвими повідомленнями з відкритим кодом із наскрізним шифруванням для iOS та Android. Також доступна веб версія додатку.

## Опис
Програмне забезпечення засноване на принципах конфіденційності, для нього не потрібен номер телефону чи будь-яка інша особиста інформація. Це допомагає анонімізувати користувачів до певної міри. Окрім текстових повідомлень, користувачі можуть здійснювати голосові та відео дзвінки, надсилати мультимедіа, місце знаходження, голосові повідомлення та файли.
Вебверсію Threema Web можна використовувати на настільних пристроях, але лише за умови, що телефон користувача з інсталяцією Threema знаходиться в мережі. Threema розроблена швейцарською компанією Threema GmbH. Сервери знаходяться в Швейцарії, а розробка базується в Pfäffikon SZ.

## Історія
У 2012 році створено версію програми «End-to-End Encrypted Messaging Application» (Програма обміну повідомленнями з наскрізним шифруванням), скорочено «EEEMA». Невдовзі три «Е» замінено на «Три», і воно стає «Тріма»
12 грудня 2012 року відбувся реліз першої версії у Apple App Store, а вже 27 травня 2013 року відбувся реліз вже у Google Play. Як результат кількість користувачів виросла до 250 000 юзерів.
У лютому 2014 року, після придбання WhatsApp компанією Facebook, Threema відчула зростання. Кількість користувачів зросла до двох мільйонів. Це створило велике навантаження, що вплинуло на роботу компанії.
Навесні 2014 року компанія Threema GmbH заснована у Пфеффіконі SZ.
2015 рік. Threema Gateway представлено інноваційний і універсальний API, який дозволяє надсилати повідомлення Threema через власне програмне забезпечення.
Вже у 2017 році виходить Threema Web дає змогу спілкуватися у чаті через браузер, не втрачаючи безпеки. У цьому ж році з'являться можливість дзвінків без необхідності розкривати свій номер телефону.
У 2019 році Threema проходить аудит безпеки від Лабораторія ІТ-безпеки Мюнстерського університету прикладних наук підтверджує безпеку додатків для Android та iOS і Threema Safe.
2020 рік. Співпрацюючи з німецько-швейцарською інвестиційною компанією Afinum Management AG, під час пандемії коронавірусу, додано можливість робити відео дзвінки у застосунку.
Кількість користувачів у 2021 році досягає десяти міліоннів.
У січні 2022 року в Швейцарії військовим заборонили користуватися месенджерами Telegram, WhatsApp і Signal, щоб вони перейшли на Threema. Вартість користування месенджером швейцарська армія пообіцяла сплатити самостійно.
12 грудня 2022 року Threema виповнюється десять років. Разом із цим виходить версія додатку, яку можна використовувати без жодних служб Google. Додаток з'являться в альтернативному магазині додатків F-Droid. У цей же рік додано новий протокол шифрування «Ibex».
У 2023 році додано функцію групових дзвінків з наскрізним шифруванням. Випущено додаток для комп'ютерів з операційною системою iOS та Windows.

## Багатомовність

### Інтерфейс офіційних клієнтів
Программа доступна на двадцяти мовах включно з Українською.

### Офіційний сайт
Офіційний сайт програми працює на чотирьох мовах. А саме: англійська, німецька, французька та іспанська.

## Можливості
Threema має наступні основні функції як для одиночних, так і для групових чатів:
- текстові та голосові повідомлення;
- групи та списки розсилки;
- спілкування через веб версію;
- можливість ділитися файлами, медіа файлами та розташуваннями;
- функція опитування;
- голосові та відео дзвінки;
- групові дзвінки.

## Вразливості

### Історія вразливостей
У 2020 році дослідники з Цюрихського університету виявили кілька вразливостей у Threema, які потенційно могли дозволити зловмисникам отримати доступ до певних даних користувачів. Ці вразливості включали можливості для перехоплення повідомлень і деякі недоліки в алгоритмах шифрування.

### Конкурси з пошуку вразливостей
Програми Threema є відкритими, і дослідники безпеки можуть у будь-який час піддати їх незалежній перевірці. Винагорода за виявлення помилок у розмірі до 10 000 швейцарських франків чекає на тих, хто знайде відповідну інформацію про безпеку.
Винагорода залежить від критичності вразливості і ділиться на:
1. «Критичні» з винагородою 2000 — 10000 CHF.
2. «Високі» з винагородою 1000—2000 CHF.
3. «Середні» з винагородою 200—1000 CHF.
4. «Низький» з винагородою 50-200 CHF.[6]